# 즐거운 라디오
이세경의 즐거운 라디오는 TBN 전북교통방송(전주 FM 102.5, 장수 FM 106.1㎒)에서 주말 아침 7시부터 8시 52분까지 방송된 교통정보, 음악 프로그램이다.

## 프로그램 소개
- 즐거운 주말 아침! 활기차고 경쾌한 노래로 활력을 드립니다!

## 매일 코너
- 주말 안전메모 - 생활속 안전팁
- 이여사의 디스코 카페 - 오늘의 청춘을 신나는 음악과 함께 즐겨보는 시간너

## 요일 코너

### 토요일
- 즐거운 음악처방전 : 사연을 노래로 토닥토닥 위로해 주는 시간

### 일요일
- 맛있는 음식기행 : 알고 보면 더 맛있는 음식이야기